# Heveskes

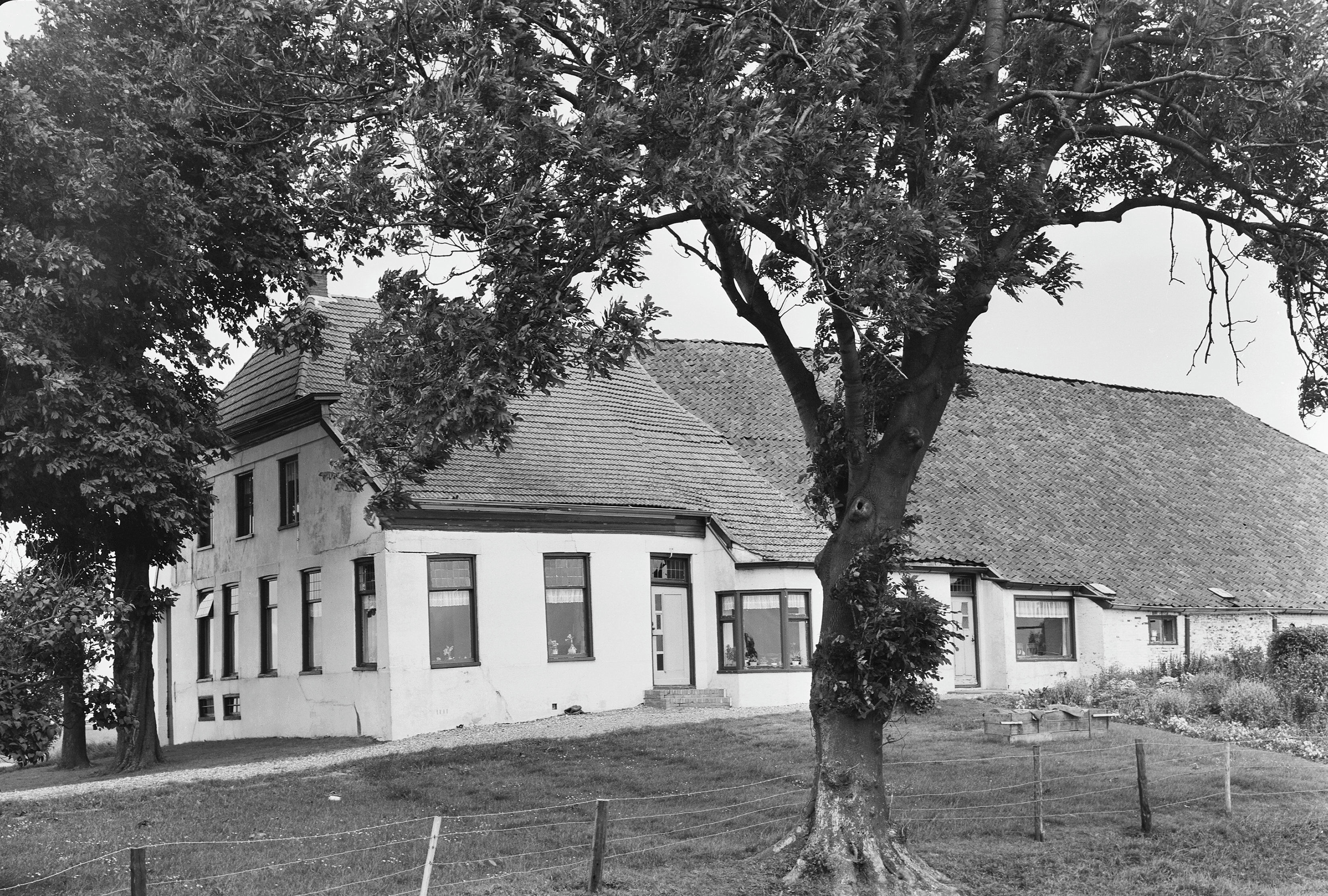
Boerderij in 1968

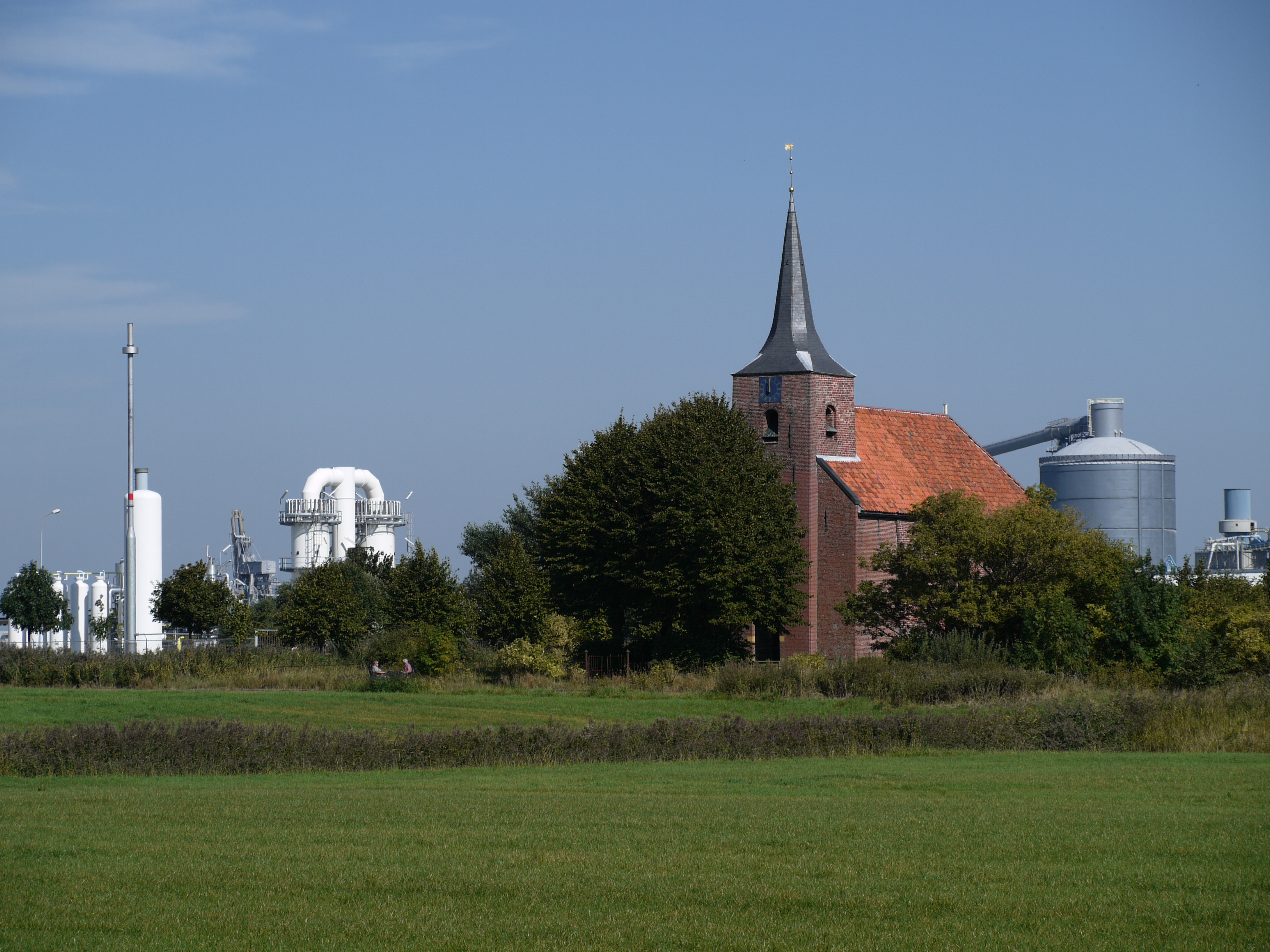
Kerk en wierde van Heveskes in het industriegebied Oosterhorn

Heveskes (Gronings: 'Heemskes' of 'Weskes') was een dorp in de Oosterhoek van de gemeente Eemsdelta in de Nederlandse provincie Groningen. Alleen het van oorsprong 13e-eeuwse kerkje op de wierde herinnert nog aan het voormalige dorp.

## Geschiedenis

### Naam
De oorsprong van de naam Heveskes is onzeker. In de 15e eeuw werd het 'Hevenschynze', 'Hewenschenze' (beide 1435), 'Hewensches' (1459), 'Heuenschyns' (1461) of 'Heuenschijns' (1466) genoemd. He(e)ven zou (vergelijkbaar met Hefswal en Hefshuizen) in de zin van "zeekant" verwant kunnen zijn met 'hef' of haf. Een andere verklaring gist bij gebrek aan een beter alternatief dat 'Heven' ('hœfen') kan verwijzen naar "haven" en schyns, schynze of schenze via het Oudfriese 'skenzie' naar een "schenkkan" en aldus naar een herberg aan de haven waar drank geschonken werd.

### Ontstaan
Heveskes ontstond reeds voor de jaartelling op en rond een tweetal wierden. Bij archeologische opgravingen in 1994 bleek dat zich tussen deze beide wierden restanten bevonden van een boerderij. De wierden werden reeds bewoond rond het begin van de jaartelling en vormen onderdeel van een reeks van wierden langs de zuidzijde van de Eems. Vanaf de vroege middeleeuwen werd de wierde aaneengesloten bewoond. De oudste resten die zijn aangetroffen dateren uit de 8e of 9e eeuw. In de middeleeuwen werden beide wierden verhoogd en groeiden zo uit tot de huidige wierde van 2,89 meter boven NAP. Te noorden van de wierde lagen de valgen van de wierde.
De vondst van een vroeg-12e-eeuws doopvont doet vermoeden dat hier toen al een kerk heeft gestaan. Begin 13e eeuw verrees vermoedelijk het eerste deel van de huidige kerk met een zware toren met muren van bijna 2 meter dik. In dezelfde eeuw werd een steenhuis gebouwd op het noordwestelijke deel van de wierde, dat echter al in de 14e eeuw weer verdween.

### Verwoestingen en rampen
In 1505 werd Heveskes, net als Weiwerd en Oterdum, volgens de kroniekschrijver Sicke Benninghe geplunderd en platgebrand door stadgroninger troepen. Verschillende inwoners hadden zich op de kerktoren verschanst en wisten deze te behouden totdat hulptroepen uit Appingedam waren aangerukt en de Groningers wegtrokken. Tijdens de Tachtigjarige Oorlog werd het dorp nog zwaarder getroffen toen Staatse troepen van de schans bij Oterdum de bewoners brandschatten om na het uitblijven van deze schatting de dorpen Woldendorp, Heveskes, Weiwerd, Meedhuizen, Amsweer, Tuikwerd en Farmsum platbrandden. Hierbij werd in Heveskes ook de kerk platgebrand. Deze werd kort na de reductie weer op kleinere schaal herbouwd.
Het dorp werd in 1686 getroffen door de Maartensvloed (11 doden) en in 1717 door de Kerstvloed (22 doden).

### Groei en middenstand
Lange tijd werd alleen het westelijke deel van de wierde bewoond, maar in de tweede helft van de 19e eeuw ontstond ook bebouwing op het oostelijke deel van de wierde en langs de oostelijke uitvalsweg naar Oterdum. Dit laatste deel werd ook wel 't Streekje genoemd.
Het dorp had een eigen pastorie, kosterij en lagere school en een armenhuis en bezat ook enige middenstand, waaronder een molenaar, enkele kruideniers en cafés, een bakkerij, smederij, rijwielhandel en een snoepwinkel. De molen was een koren-, pel- en oliemolen die verrees in 't Streekje in 1855 en werd afgebroken in 1951. Een voorganger van deze molen werd in 1821 ten noorden van het dorp gebouwd, maar moest na brand in 1830 worden herbouwd. In 1855 werd deze verplaatst naar 't Streekje. In 1919 werd de tramlijn Winschoten - Delfzijl door het dorp aangelegd. In de jaren 1930 werd het reizigersvervoer op deze lijn echter alweer opgegeven en vervangen door busvervoer, terwijl de goederentrams bleven rijden. In de Tweede Wereldoorlog keerden, door benzineschaarste bij de bussen, de reizigerstrams terug, maar na de bevrijding in 1945 heeft er geen tram meer gereden en werd de baan opgebroken.

### Afbraak
Het dorp werd net als Weiwerd en Oterdum grotendeels afgebroken in de jaren 1960 en 1970 om ruimte te maken voor het industriegebied Oosterhorn. De aanleiding voor de sloop van Heveskes was de bouw van de aluminiumsmelter Aldel ten oosten van het dorp. Heveskes had bij de volkstelling van 1960 nog 215 inwoners, in 1971 waren dit er nog 20. Daarna werd Heveskes als woonplaats geschrapt uit de statistieken. De huizen werden gesloopt en dwars door het vroegere dorp werd de Stamlijn Delfzijl aangelegd voor goederenvervoer. De ontwikkeling van het industriegebied viel echter tegen, waardoor een deel van Weiwerd niet meteen gesloopt hoefde te worden. Uiteindelijk bleef alleen de kerk van Heveskes staan, zij het dat deze wel werd leeggehaald. Het gebouw kwam op de monumentenlijst en werd overgedaan aan de Stichting Oude Groninger Kerken, die het gebouw in 1991 restaureerde. Een plan van het Havenschap Delfzijl om de kerk te verplaatsen naar Weiwerd werd geblokkeerd door de stichting, die vond dat de kerk op haar huidige plaats thuishoorde. Het westelijke deel van de wierde werd in 1976 eveneens aangewezen als archeologisch rijksmonument. Het niet beschermde noordelijke deel werd onder protest in 1993 deels afgegraven door het Havenschap Delfzijl. In 1999 besloot de rechter dat de beschermde status van de rest van de wierde gehandhaafd bleef.

## Noordelijkste hunebed van Nederland
Bij de aanleg van het industrieterrein is archeologisch onderzoek gedaan naar de fundamenten van het voormalig klooster Oosterwierum dat iets ten zuiden van Heveskes was gelegen in de buurtschap Heveskesklooster. Daarbij stuitte men op het meest noordelijk gevonden hunebed van Nederland: G5. De overblijfselen van deze prehistorische grafkamer zijn opgegraven en verplaatst naar het Muzeeaquarium Delfzijl.

## Geboren in Heveskes
- Jan Buiskool (1875-1937), predikant en burgemeester van onder meer Delfzijl.

## Waterschap
- Heveskes (1860-1908, 447 ha) was ook de naam van het waterschap[9] dat is opgegaan in het waterschap Oterdum. Het werd in 1860 gevormd uit de Overtogsterpolder en de Zomerdijksterpolder. Waterstaatkundig gezien ligt het gebied sinds 2000 binnen dat van het waterschap Hunze en Aa's.

Groningen: Steden en dorpen      Nederland: Provincies · Gemeenten